# Arius maculatus
Arius maculatus es una especie de pez de la familia Ariidae en el orden de los Siluriformes.

## Morfología
• Los machos pueden llegar alcanzar los 80 cm de longitud total.

## Distribución geográfica
Se encuentra desde la India, el Pakistán, Sri Lanka, Bangladés y Birmania hasta el Mar de Arafura y Indonesia.